# Ride This Train
Ride This Train è il sesto album in studio del cantante country Johnny Cash, ed è il suo quarto album pubblicato dalla Columbia Records. Fu originariamente pubblicato nel settembre 1960 ed è stato ripubblicato il 19 marzo 2002 con quattro bonus track, brani apparsi su singoli dello stesso album eccetto The Fable of Willie Brown, un inedito, e The Ballad of the Harp Weaver, estratto dall'album The Christmas Spirit del 1963. È considerato uno dei primi concept-album della storia della musica popolare.

## Il disco
Ride This Train è un album che narra di un viaggio immaginario, a bordo di un treno, attraverso vari luoghi e città caratteristiche degli USA. La sensazione del viaggio è resa da Cash attraverso effetti sonori che riproducono lo sferragliamento del treno sulle rotaie e da pezzi parlati, di lunghezza variabile, all'inizio del disco e, successivamente, tra un brano e l'altro. Non v'è nessun brano parlato a conclusione dell'album.
Durante il viaggio Cash prende in esame numerose occupazioni e personaggi tipici del folkrore degli Stati Uniti, il minatore in Loading Coal, il famoso pistolero pluri-omicida John Wesley Hardin nella narrazione precedente Slow Rider, il boscaiolo ed il personaggio di Paul Bunyon in Lumberjack, i lavori forzati per la costruzione degli argini del Mississippi, per i quali venivano impiegati detenuti arrestati con semplici pretesti, in Going to Memphis, i lavori in una piantagione di cotone controllata da un uomo a cavallo di un minaccioso destriero in Boss Jack ed infine la professione del medico di campagna in Old Doc Brown.
Slow Rider è la rielaborazione, con liriche leggermente differenti, del classico I Ride an Old Paint, che verrà successivamente registrato e pubblicato da Cash in Sings the Ballads of the True West, Dorraine of Ponchartrain è, invece, la tragica storia d'amore di due giovani che termina con la morte della ragazza per colpa di uno stupido equivoco, mentre Papa Played the Dobro è un breve scorcio sulla vita misera di un padre che trova come sua unica consolazione suonare il suo dobro.
L'album fa parte di un gruppo di pubblicazioni di Cash riguardanti il folklore o la storia americana, ne fanno parte, oltre a Ride This Train, Blood, Sweat and Tears, Bitter Tears: Ballads of the American Indian, Sings the Ballads of the True West, From Sea to Shining Sea, America: A 200-Year Salute in Story and Song e The Rambler. Tutti gli album sopracitati verranno inclusi nel cofanetto Come Along and Ride This Train, pubblicato dall'etichetta tedesca Bear Family.

## Tracce
1. Loading Coal - 4:58 - (Merle Travis)
2. Slow Rider - 4:12 - (Johnny Cash)
3. Lumberjack - 3:02 - (Leon Payne)
4. Dorraine of Ponchartrain - 4:47 - (Johnny Cash)
5. Going to Memphis - 4:26 - (Hollie Dew, Alan Lomax, liriche aggiuntive di Johnny Cash)
6. Papa Played the Dobro - 2:55 - (Johnny Cash)
7. Boss Jack - 3:50 - (Tex Ritter)
8. Old Doc Brown - 4:10 - (Red Foley)

### Bonus Tracks
1. The Fable of Willie Brown - 1:57 - (Traditional)
2. Second Honeymoon - 1:57 - (Autry Inman)
3. The Ballad of the Harp Weaver - 3:50 - (Thelma Moore, Edna Millay)
4. Smiling Bill McCall - 2:06 - (Johnny Cash)

## Musicisti
- Johnny Cash - Chitarra, Voce, Note
- Al Casey - Chitarra
- Luther Perkins - Chitarra
- Johnny Western - Chitarra
- Shot Jackson - Dobro, Steel Guitar
- Marshall Grant - Basso
- Gordon Terry - Violino
- Floyd Cramer - Piano
- Buddy Harman - Percussioni

### Altri Collaboratori
- Don Law - Produttore
- Al Quaglieri - Produttore per la riedizione
- Seth Foster - Lavorazione del master
- Mark Wilder - Lavorazione del master, mixaggio
- Stacey Boyle - Ricerca nastri
- Matt Kelly - Ricerca nastri
- Kay Smith - Ricerca nastri
- Arthur Levy - Note
- Darren Salmieri - A&R
- Steven Berkowitz - A&R
- Patti Matheny - A&R
- Howard Fritzson - Direzione artistica
- Alan Lomax - Adattamento, arrangiamento
- Randall Martin - Design
- Don Hunstein - Fotografia
- Nick Shaffran - Consulente
- Dick Miller - Adattamento della veste grafica per il CD